# Коленьково (Витебская область)
Коленьково (бел. Кале́нькава) — деревня в Городокском районе Витебской области Белоруссии. Входит в состав Бычихинского сельсовета.
Находится примерно в 5 км к востоку от более крупной деревни Бычиха.

## Население
- 1999 год — 5 человек
- 2010 год — 5 человек [3]
- 2019 год — 3 человека[1]